# Наварро, Хавьер
Франциско Хавьер Висенте Наварро (исп. Francisco Javier Vicente Navarro; 6 февраля 1974, Валенсия) — испанский футболист.

## Биография
Хавьер Наварро, более известный как Хави Наварро, начал карьеру в молодёжном составе «Валенсии», но, не сумев закрепиться в основной команде, в 1994 году отправился в клуб «Логронес», спустя один сезон Хави вернулся в «Валенсию», но за три сезона так и не сумел раскрыться в команде, тем более в 1997 году он получил тяжёлую травму, которая на долгое время оставила его без футбола. Сезон 2000/01 отданный в аренду испанскому «Эльче» Хави Наварро провёл отлично, и по окончании его Хави и испанская «Севилья» подписали контракт, договорившись с «Валенсией» (права на игрока принадлежали «Валенсии»). Попав в «Севилью», Хави Наварро стал настоящим лидером и капитаном команды, с которой дважды завоевал Кубок УЕФА.Наварро, который из-за травмы колена не выходил на поле в течение двух лет, заявил, что принял решение о завершении игровой карьеры.

## Достижения
- Обладатель Кубка УЕФА 2006, 2007
- Обладатель Суперкубка УЕФА 2007
- Обладатель Кубка Испании 2007
- Обладатель Суперкубка Испании 2007